# Madonna de las Nubes
La Madonna de la humildad, también llamada Madonna de las Nubes, es una obra atribuida a Donatello o a su taller, conservada en el Museo de Bellas Artes de Boston. Se trata de un relieve de mármol rectangular datado en los años 1430.

## Historia
La escultura es conocida sólo en el año 1902, cuando apareció en las colecciones de Quincy Adams Shaw, el cual afirmó posteriormente que la había adquirido genéricamente en Roma. Su hijo Quincy Adams Shaw Jr. y su esposa la donaron posteriormente, en 1917 al Museo de Boston, a donde llegó el 29 marzo de aquel mismo año.

## Descripción y estilo
La Madonna de la humildad es un tema iconográfico en uso desde el inicio del siglo XIV, que muestra a la Virgen sentada en el suelo con el Niño, a diferencia de la Maestà que la representa sentada en un trono. Al inicio tales decisiones iconográficas estaban ligadas al rol de la Iglesia (simbolizada por la Virgen), que las órdenes mendicantes querían que se mostrara humilde y al nivel de la gente. A continuación quedó como un tema artístico apreciado, sobre todo para las obras destinadas a la devoción privada. Pero Donatello en este caso renueva el contenido poniendo a la Madonna entre las nubes, en calidad de reina del cielo.
La tablilla en cuestión estaba casi seguramente destinada a la oración en el domicilio de algún rico comprador.
La atribución a Donatello o a su taller es controvertida, por razón de la diversa calidad estilística de las figuras: se aprecia el estilo stiacciato de la Madonna y del Niño que, con sus amplias capas que aparecen suaves y naturales, es impecable. Por otro lado los ángeles son de calidad inferior, con sus rostros esculpidos con menor eficacia. El rostro de la Madonna es serio y expresivo, subrayado por un relieve ligeramente más pronunciado (hablamos sin embargo de pocos milímetros), que genera una sombra de contorno que la destaca por contraste, de los sujetos circundantes. La falta de sentimiento gozoso da un sentido de melancolía a la composición que se filtra a través del sentido de conciencia de la Madonna de la suerte trágica que espera a su hijo.
Los ángeles son en total siete y están dispuestos en varias posiciones en torno a las dos figuras divinas.